# James Chadwick
James Chadwick (20 tháng 10 1891 – 24 tháng 7 1974) là một nhà vật lý người Anh. Ông được nhận Giải Nobel Vật lý năm 1935 vì đã khám phá ra neutron.

## Thời trẻ
James Chadwick sinh ra tại Cheshire của Anh, ông là con trai của John Joseph Chadwick và Anne Mary Knowles. Ông học ở trường Trung học Manchester, nghiên cứu tại học Đại học Manchester và Đại học Cambridge. 
Năm 1913 Chadwick đến Học viện kỹ thuật Berlin và làm việc với Hans Geiger ở đó. Ông cũng làm việc cùng Ernest Rutherford. Ở Đức, vào thời gian đầu của cuộc Chiến tranh Thế giới lần thứ nhất, ông bị vào tù cho đến khi phòng thí nghiệm của Geiger can thiệp để thả ông.

## Nghiên cứu ở Cambridge
Sau chiến tranh, Chadwick trở lại Cambridge nơi ông làm việc với Ernest Rutherford để kiểm tra, nghiên cứu sự phát xạ của tia gamma từ các vật liệu phóng xạ. Họ cũng nghiên cứu sự biến đổi của nguyên tố khi bắn phá chúng bằng các hạt alpha, và khám phá về bản chất của hạt nhân nguyên tử.